# Films américains sortis en 1911
Listes de films américains
- 1907
- 1908
- 1909
- 1910
- 1911
- 1912
- 1913
- 1914
- 1915

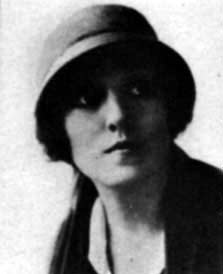
Florence Turner dans Le Conte de deux cités (A Tale of Two Cities)

Liste (non exhaustive) de films américains sortis en 1911.
| Titre                                    | Réalisateur                               | Distribution                                                     | Genre              | Notes   |
| ---------------------------------------- | ----------------------------------------- | ---------------------------------------------------------------- | ------------------ | ------- |
| Arizona Bill                             | George Melford, Robert G. Vignola         | Jack Conway                                                      | Western            |         |
| Baseball and Bloomers                    |                                           | William Garwood, Marguerite Snow                                 | Sports             |         |
| The Black Arrow: A Tale of the Two Roses | Oscar Apfel                               | Charles Ogle, Natalie Jerome                                     | Drame              |         |
| Brown of Harvard                         | Colin Campbell                            | Edgar G. Wynn                                                    | Drame              |         |
| Cally's Comet                            |                                           | William Garwood                                                  |                    |         |
| The Coffin Ship                          |                                           | William Garwood                                                  | Film d'aventure    |         |
| The Colonel and the King                 |                                           | Marie Eline, William Garwood                                     | Film dramatique    |         |
| Courting Across the Court                |                                           | William Garwood                                                  | Comédie romantique |         |
| The Courting of Mary                     | James Kirkwood Sr. et George Loane Tucker | Mary Pickford, Owen Moore, Lottie Pickford                       | Comédie            | 10 min. |
| The Cowboy and the Lady                  |                                           | Alan Hale                                                        | Western            |         |
| Their First Misunderstanding             | Thomas H. Ince et George Loane Tucker     | Mary Pickford, Owen Moore, Thomas H. Ince, J. Farrell MacDonald  | Film dramatique    | 10 min. |
| Flames and Fortune                       |                                           | Marie Eline, William Garwood                                     | Film dramatique    |         |
| For Her Sake                             |                                           | William Garwood                                                  |                    |         |
| Her Awakening                            | D. W. Griffith                            | Mabel Normand, Harry Hyde                                        | Film dramatique    |         |
| The Higher Law (en)                      | George Nichols                            | William Garwood, James Cruze                                     | Film dramatique    |         |
| David Copperfield                        | Theodore Marston                          | Marie Eline, Florence La Badie, Mignon Anderson, William Russell | Film dramatique    |         |
| Lady Godiva                              | J. Stuart Blackton                        | Julia Swayne Gordon, Robert Gaillard                             | Film historique    |         |
| The Last of the Mohicans                 | Theodore Marston                          | James Cruze                                                      | drame              |         |
| The New Superintendent                   | Francis Boggs                             | Herbert Rawlinson                                                | Film dramatique    |         |
| The Pasha's Daughter                     |                                           | William Garwood                                                  |                    |         |
| Princess Clementina                      | Will Barker                               | H. B. Irving, Alice Young                                        | Film d'aventure    |         |
| The Railroad Builder                     |                                           | William Garwood                                                  |                    |         |
| The Smuggler                             |                                           | William Garwood                                                  |                    |         |
| Sweet Memories                           | Thomas H. Ince                            | Mary Pickford, King Baggot                                       | Film dramatique    |         |
| A Tale of Two Cities                     | William J. Humphrey                       | Maurice Costello, Florence Turner                                |                    |         |
| That's Happiness                         | George Nichols                            | William Garwood, Bertha Blanchard                                | Film dramatique    |         |
| The Voice of the Child                   | D. W. Griffith                            | Edwin August                                                     | Film dramatique    |         |
| Won by Wireless                          |                                           | William Garwood                                                  | Thriller           |         |

## Crédit d'auteurs
- (en) Cet article est partiellement ou en totalité issu de l’article de Wikipédia en anglais intitulé « List of American films of 1911 » (voir la liste des auteurs).